# Coppa di Francia 1961-1962
La Coppa di Francia 1961-1962 è stata la 45ª edizione della coppa nazionale di calcio francese.

## Risultati

### Trentaduesimi di finale
| Squadra 1           | Risultato   | Squadra 2                       |
| ------------------- | ----------- | ------------------------------- |
| Angers              | 4 - 1       | Nantes                          |
| FC Nancy            | 2 - 1       | US Faucigny                     |
| Nîmes               | 4 - 0       | Arles                           |
| RC Paris            | 3 - 1       | Rennes                          |
| Stade Français      | 3 - 0       | Le Havre                        |
| Stade Reims         | 5 - 0       | US Auchel                       |
| Roubaix-Tourcoing   | 5 - 0       | Arras                           |
| Rouen               | 1 - 1 (dts) | Valenciennes                    |
| Saint-Étienne       | 3 - 1       | Le Mans                         |
| Sedan-Torcy         | 5 - 1       | Montceau Bourgogne              |
| Stade Saint-Germain | 1 - 0       | Nœux-les-Mines                  |
| Sochaux             | 2 - 0       | SO Merlebach                    |
| Tolone              | 3 - 0       | ES Port-Saint-Louis-du-Rhône    |
| Tolosa              | 6 - 0       | US Le Vésinet                   |
| AS Troyes-Sav.      | 1 - 0       | Strasburgo                      |
| CA Montreuil        | 3 - 2       | AS Hautmont                     |
| Montpellier         | 2 - 0       | AS Brignoles                    |
| Feignies-Aulnoye    | 1 - 0       | RS Champigny-sur-Marne-Coeuilly |
| Belfort             | 1 - 0       | USB Longwy                      |
| Béziers             | 2 - 2 (dts) | Gazélec Ajaccio                 |
| Bordeaux            | 1 - 0       | Arago Orléans                   |
| Brest               | 2 - 1       | Red Star                        |
| ÉSA Brive           | 2 - 0       | Limoges                         |
| Boulogne            | 4 - 1       | Amiens                          |
| Châteauroux         | 2 - 2 (dts) | Moulins                         |
| Grenoble            | 3 - 1 (dts) | Lilla                           |
| Monaco              | 2 - 0       | Nizza                           |
| Metz                | 2 - 1       | Mulhouse                        |
| Olympique Marsiglia | 4 - 0       | Indépendante Pont-Saint-Esprit  |
| Olympique Lione     | 3 - 2       | US Revel                        |
| Lens                | 5 - 0       | Cherbourg                       |
| La Voulte Sportif   | 1 - 1 (dts) | Pays d'Aix                      |

#### Spareggi
| Squadra 1         | Risultato   | Squadra 2       |
| ----------------- | ----------- | --------------- |
| Rouen             | 3 - 2       | Valenciennes    |
| Béziers           | 2 - 2 (dts) | Gazélec Ajaccio |
| Châteauroux       | 2 - 1       | Moulins         |
| La Voulte Sportif | 2 - 2 (dts) | Pays d'Aix      |

#### Replay
| Squadra 1         | Risultato | Squadra 2       |
| ----------------- | --------- | --------------- |
| Béziers           | 3 - 2     | Gazélec Ajaccio |
| La Voulte Sportif | 1 - 0     | Pays d'Aix      |

### Sedicesimi di finale
| Squadra 1           | Risultato   | Squadra 2           |
| ------------------- | ----------- | ------------------- |
| Stade Reims         | 3 - 0       | Stade Saint-Germain |
| Angers              | 3 - 2 (dts) | Montpellier         |
| AS Troyes-Sav.      | 2 - 0       | RC Paris            |
| Tolone              | 0 - 0 (dts) | Boulogne            |
| Sochaux             | 2 - 0       | CA Montreuil        |
| Sedan-Torcy         | 3 - 2 (dts) | Roubaix-Tourcoing   |
| Saint-Étienne       | 1 - 0       | Tolosa              |
| Stade Français      | 2 - 2 (dts) | Nîmes               |
| FC Nancy            | 2 - 1       | La Voulte Sportif   |
| Monaco              | 4 - 0       | Brest               |
| Béziers             | 1 - 0 (dts) | Olympique Lione     |
| ÉSA Brive           | 1 - 0       | Bordeaux            |
| Grenoble            | 3 - 1       | Feignies-Aulnoye    |
| Lens                | 8 - 0       | Châteauroux         |
| Olympique Marsiglia | 0 - 0 (dts) | Belfort             |
| Metz                | 1 - 0       | Rouen               |

#### Spareggi
| Squadra 1           | Risultato   | Squadra 2 |
| ------------------- | ----------- | --------- |
| Tolone              | 2 - 1 (dts) | Boulogne  |
| Stade Français      | 2 - 0       | Nîmes     |
| Olympique Marsiglia | 3 - 1       | Belfort   |

### Ottavi di finale
| Squadra 1           | Risultato   | Squadra 2      |
| ------------------- | ----------- | -------------- |
| Angers              | 2 - 2 (dts) | Tolone         |
| Béziers             | 1 - 0       | Sedan-Torcy    |
| Olympique Marsiglia | 2 - 1       | Grenoble       |
| Metz                | 2 - 1       | Stade Français |
| Monaco              | 3 - 0       | AS Troyes-Sav. |
| FC Nancy            | 2 - 1       | ÉSA Brive      |
| Stade Reims         | 1 - 0       | Sochaux        |
| Saint-Étienne       | 3 - 0       | Lens           |

#### Spareggi
| Squadra 1 | Risultato   | Squadra 2 |
| --------- | ----------- | --------- |
| Angers    | 3 - 1 (dts) | Tolone    |

### Quarti di finale
| Squadra 1     | Risultato | Squadra 2           |
| ------------- | --------- | ------------------- |
| Angers        | 1 - 0     | Olympique Marsiglia |
| Metz          | 1 - 0     | Monaco              |
| FC Nancy      | 1 - 0     | Stade Reims         |
| Saint-Étienne | 3 - 0     | Béziers             |

### Semifinali
| Squadra 1     | Risultato | Squadra 2 |
| ------------- | --------- | --------- |
| Saint-Étienne | 1 - 0     | Angers    |
| FC Nancy      | 1 - 0     | Metz      |

### Finale
| Arbitro: | Joseph Barbéran |

| |            | |
| Baulu 86’ | Marcatori  | |
| Claude Abbes Juan Casado Richard Tylinski Antonello Sbaiz Robert Herbin René Domingo Jean-Claude Baulu Roland Guillas Ginès Liron René Ferrier Jean Oleksiak | Formazioni | Bruno Ferrero Marcel Adamczyk Hervé Collot Georges Amanieu Orlando Gauthier Stéphane Brezniak Daniel Viaene José Florindo Alberto Muro Michel Chevalier Jacques Chrétien |
| François Wicart | Allenatori | Mario Zatelli |